# Conjure
Conjure (deutsch herbeizaubern oder etwas heraufbeschwören) ist ein Jazzalbum von Karl Berger und Jason Kao Hwang. Die im Sertso Studio, Woodstock, New York, am 20. März 2014 entstandenen Aufnahmen erschienen 2019 auf dem Label True Sound Recordings.

## Hintergrund
Der Vibraphonist Karl Berger arrangierte dieses Treffen mit Jason Kao Hwang im März 2014 in seinem Heimstudio, um gemeinsam acht improvisierte Stücke einzuspielen. Hwang war Mitglied von Bergers Creative Music Orchestra. Geiger Jason Kao Hwang erinnerte sich an dieses Aufnahmesession im Jahr 2014: „Es war ein frischer, sonniger Märztag, als ich nach Woodstock fuhr, um mit Karl in seinem Heimstudio aufzunehmen. Da wir in Karl’s Creative Music Orchestra gespielt hatten, waren wir miteinander vertraut und wussten, dass unser Musizieren an diesem Tag spontan und unvorhersehbar sein würde, wie das Leben ist. Ohne schriftliche Partitur oder Vorherbestimmung öffneten wir uns gegenseitig für das vereinte Mysterium und Licht, das in jeder dieser Reisen beschworen wurde, wofür ich dankbar bin.“ Direkter ist der Vibraphonist und Pianist Karl Berger, der ältere der beiden: „Ich möchte dem Moment und den zeitlichen Umständen danken, die uns zu dieser Musik zusammengeführt haben.“

## Titelliste
- Karl Berger/Jason Kao Hwang: Conjure (True Sound Recording)[2]

1. Prophecy 4:23
2. Silouettes 7:01
3. Beyond Reach 7:04
4. Vanishing Roots 6:09
5. Faith 5:58
6. Below Zero 3:51
7. Water Finds Water 13:07
8. Arise 6:08

Die Kompositionen stammen von Karl Berger und Jason Kao Hwang.

## Rezeption

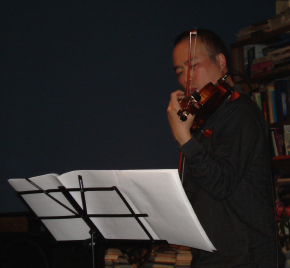
Jason Kao Hwang bei einem Auftritt in Takoma Park, Maryland (2006)

Nach Ansicht von Hrayr Attarian, der das Album in All About Jazz rezensierte, ist die Leichtigkeit ihres Zusammenspiels nicht überraschend, jedoch führe die brillante Synergie zwischen ihnen zu einer zum Nachdenken anregenden und aufregend einfallsreichen Musik, die mit ihrer tiefen Lyrik bewege. Diese anregende Begegnung zwischen zwei der originellsten und innovativsten Improvisatoren von heute sei von der ersten bis zur letzten Note fesselnd. Sie strotze vor Spontaneität, die phantasievoll und besinnlich sei, ohne abstrus zu wirken, ruhig, ohne langweilig zu sein. Conjure sei eine seltene Aufnahme, die sowohl experimentierfreudige als auch Mainstream-Jazz-Hörer gleichermaßen ansprechen dürfte.
Ohne Etiketten- oder Strukturbeschränkungen entstehe Musik, die von emotionaler Zeit, Humor, Bewusstsein und gegenseitigem Respekt für das ungenutzte Potenzial des anderen überschattet wird, schrieb Mike Jurkovic (All About Jazz). Conjure sei eine Begegnung der Gedanken des zum Zeitpunkt der Veröffentlichung 84-jährigen Karl Berger und des etwa sechzigjährigen Geigers Jason Kao Hwang, „die die Welt ausgraben und Schatten, Ecken und Nischen der Muse erhellen“. Sparsam, aber harmonisch reich an Partikelmelodien, die in und aus der Existenz mitten in der Luft schimmern, forme das Duo rastlose, hypnotische und meditative Momente, die sich zu einem absolut immersiven Ganzen verschmelzen.
Die Stücke würden die vagen Titel tragen, die man von Musik dieser Art erwarten könnte, aber sie seien weit davon entfernt, diffus oder impressionistisch zu sein, meinte Brian Morton (Jazz Journal). Was an dem Zusammenspiel von Piano und Violine oder Vibraphon und Bratsche auf diesen Stücken auffalle, sei wie frisch naturalistisch sie klingen, als würden sie die Landschaften und Klänge des Bundesstaates New York kanalisieren, die Berger wie seine eigene knorrige Hand kennen muss. Wenn es „philosophische Musik“ ist, so der Autor, dann sei sie weit entfernt von langweiliger Musik; da sei Leben, Lachen, Landschaft und eine bejahende Leichtigkeit, der man sich nur schwer entziehen könne.
Es gebe zwar gute Gründe dafür, dass die Genrepolizei diese Musik als Free Jazz oder reine Improvisation etikettiere, aber diese Klassifizierung wäre letztendlich Zeitverschwendung, meinte Dan Bilawsky in JazzTimes. Dies sei einfach ein Fall von zwei Menschen, die die Gesellschaft des anderen genießen, durch Klänge Geister anrufen und sich durch ihre Kunst offenbaren. Nicht mehr und nicht weniger. Karl Berger und Jason Kao Hwang hätten Musik geschaffen, die von strukturellen Normen unbelastet und leicht beunruhigend klinge. Einige Stücke, die sie produzierten, würden sich auf bestimmte Formen des Manövrierens beziehen – „Prophecy“ mit Hwangs abgestuften Coll’arco-Geigenanpassungen und Bergers Piano-Runen, „Below Zero“ mit Bergers schwankendem Vibraphon und Hwangs schleichender Pizzicato-Arbeit –, aber die meisten scheinen die Abhängigkeit von einzelnen kommunikativen Kniffen und Einstellungen zu vermeiden. Dieses Duo lebe typischerweise von Unsicherheit, während es eine Vielzahl struktureller Feinheiten erkunde.
Das sind zwei geübte Meister der freien Improvisation, meinte Michael Ullman (The Arts Fuse). Die Titel, die sie den spontanen Stücken von Conjure gaben, würden auf die Unfassbarkeit ihres kreativen Prozesses hinweisen. Dazu gehören „Silhouettes“, „Vanishing Roots“, „Below Zero“ und das explizitere „Beyond Reach“. Bei „Beyond Reach“ beginnen die beiden fast gleichzeitig – Hwang legt eine volltonige Linie hin und Berger am Klavier antwortet mit schärferen Phrasen. In jeder der acht Improvisationen des Albums gebe es viel zu bedenken. Der Rezensent zeigt sich zuversichtlich, dass viele Zuhörer Conjure genauso faszinierend und vollendet finden werden.